# Kościół św. Elżbiety w Marburgu
Kościół Świętej Elżbiety w Marburgu (niem. Elisabethkirche) – jeden z pierwszych kościołów w Niemczech, gdzie zastosowano w pełni formy gotyckie. Do dziś zachował pierwotną architekturę, wewnątrz zaś liczne dzieła sztuki rzeźby i malarstwa, głównie z XIII-XVI w. Patronem, położonej w północnej części Marburga świątyni jest święta Elżbieta Węgierska, kanonizowana 27 maja 1235 roku. Kościół powstał z inicjatywy Zakonu Niemieckiego, wkrótce stał się jednym z najważniejszych w średniowieczu miejsc pielgrzymkowych w Europie ze względu na przechowywane tu do reformacji relikwie patronki. Ponadto był miejscem pochówku landgrafów Hesji. Obecnie kościół parafii ewangelickiej. Oprócz odprawianych tutaj nabożeństw luterańskich, dnia 19 listopada odbywają się obrzędy o charakterze ekumenicznym – patronka kościoła nazwała siebie kiedyś „siostrą wszystkich”.

## Historia
Kluczową datą budowy marburskiego kościoła był dzień 27 maja 1235 kiedy to miała miejsce kanonizacja Elżbiety Węgierskiej przez ówczesnego papieża Grzegorza IX. Wydarzenie to miało miejsce zaledwie cztery lata po śmierci Elżbiety, która większość życia spędziła na książęcym dworze w Turyngii, a następnie po śmierci jej męża, landgrafa heskiego Ludwika IV przeniosła się do Marburga, gdzie żyjąc w głębokiej, wewnętrznej wierze poświęciła swoje życie na rzecz opieki nad kalekami, chorymi i ubogimi. Jej świętość była nowoczesną postawą, księżna przekroczyła stanowe ramy, natomiast jej kult łączył dworską miłość i ludowe oddanie dla Marii. Marburg był jedną z ważniejszych siedzib landgrafów heskich, którzy za życia nie akceptowali świętej Elżbiety (zwłaszcza Konrad, szwagier Elżbiety), ponadto tereny gdzie znajduje się obecny kościół stanowiły domenę Zakonu Krzyżackiego. Krzyżacy wykorzystując rosnący kult ufundowali obecną świątynię, która stała się jednym z kluczowych miejsc docelowych dla pielgrzymów. Zarówno jak kult, jak fundacja kościoła stanowiły narzędzia do realizacji politycznych i terytorialnych ambicji Zakonu, stąd też uczyniono Elżbietę świętą Zakonu i patronką książęcego dworu w Hesji. Początek budowy datuje się na około 1235 r. Około roku 1240 wykonano rzeźbiony i ozdobiony złotem i szlachetnymi kamieniami relikwiarz na ciało świętej wzorowany na relikwiarzu Najświętszej Marii Panny w katedrze w Akwizgranie. Wpierw wzniesiono „potrójne” prezbiterium, ściśle podporządkowane określonej funkcji, następnie halowy korpus nawowy. Zachodnia część z dwoma wieżami została ostatecznie ukończona około 1340 roku.
Reformacja w Marburgu miała miejsce w roku 1526, natomiast od 18 maja 1535 luteranie przejęli kościół. W 1570, zmarł ostatni katolicki komandor Zakonu. Choć kościół dalej należał do Zakonu, jednakże już pełnił funkcję świątyni ewangelickiej. Prestiż kościoła był przyczyną sporów pomiędzy katolikami i luteranami, jednakże ostatecznie relikwie świętej przeniesiono do Andechsa w katolickiej Bawarii. W latach 1811–1827 w kościele odbywały się nabożeństwa obu wyznań, korpus nawowy był miejscem sprawowania nabożeństw luterańskich, prezbiterium katolickich.
Obecnie kościół należy do gminy ewangelickiej, przy czym jego funkcja opiera się na dawnej katolickiej tradycji, ponadto mają tu miejsce nabożeństwa o charakterze ekumenicznym. Jest to także miejsce licznych koncertów muzyki dawnej i klasycznej. Obok świątyni znajduje się dom pielgrzyma i duża baza turystyczna; rocznie kościół odwiedza ok. 10 tys. gości.

## Architektura

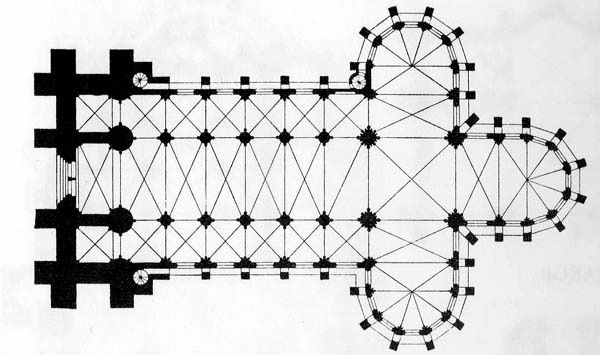
Rzut kościoła

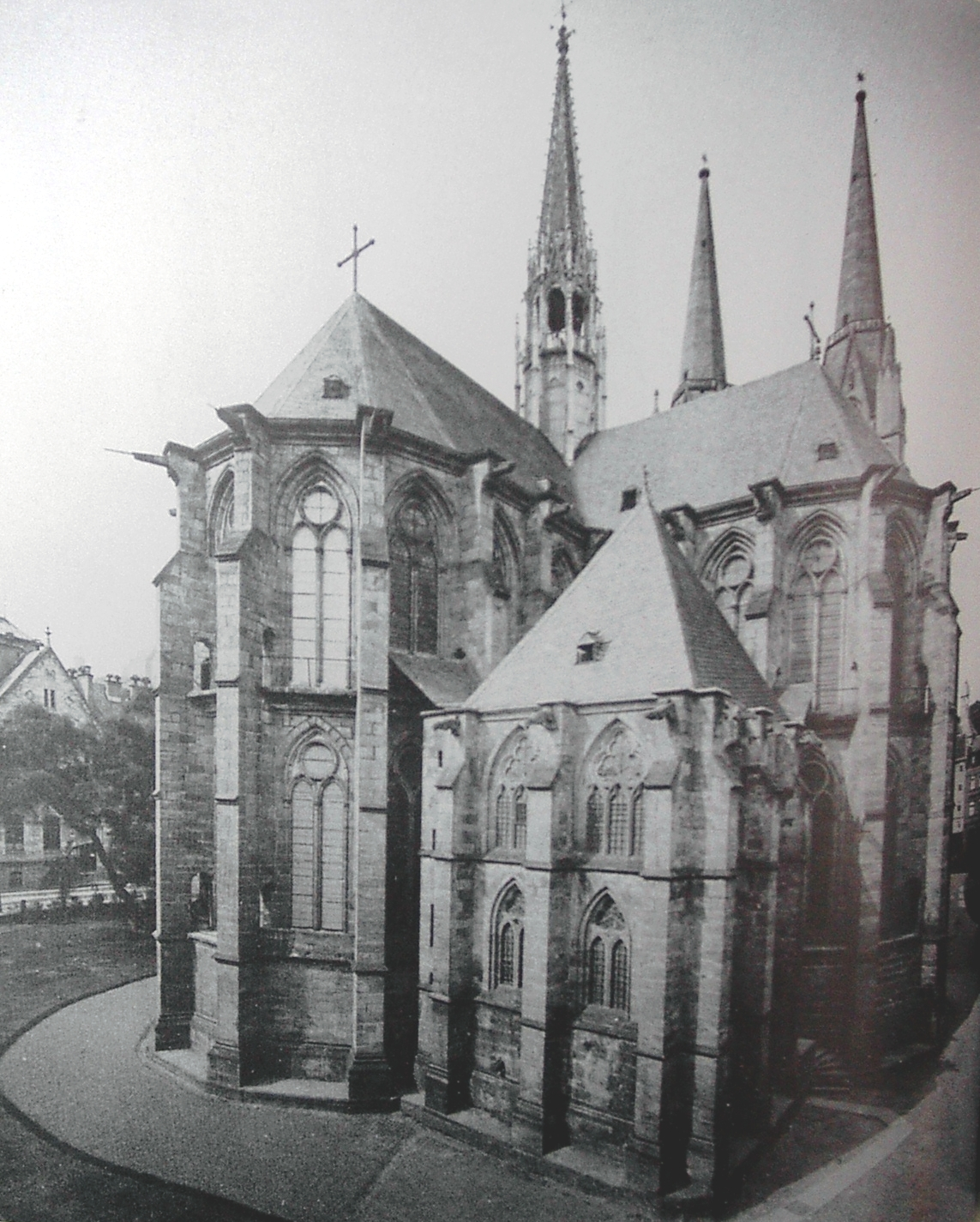
Widok na prezbiterium kościoła. (Zdjęcie z 1901)

Jest to wzniesiony z kamienia gotycki, trójnawowy kościół halowy, na planie zbliżonym do krzyża łacińskiego przy czym wschodnia część ma plan treflowy, wszystkie trzy części prezbiterium mają jednolity plan, są zamknięte poligonalnie, pięcioma bokami z dziesięcioboku. Każdą z trzech absyd poprzedza jedno przęsło, którego krótszy bok wyznacza szerokość naw bocznych w korpusie. Skrzyżowanie naw ma plan kwadratu. Od zachodniej jego strony znajduje się przegroda chórowa, oddzielająca potrójne prezbiterium (zastępujące tradycyjne rozwiązanie części wschodniej z transeptem poprzedzające prezbiterium) od części zachodniej, na którą składa się sześcioprzęsłowy korpus nawowy zamknięty od zachodu przedsionkiem z dwiema wieżami. Do północno-wschodniego narożnika przylega kwadratowa w planie zakrystia.
Wnętrze kościoła nakryte jest sklepieniem krzyżowo-żebrowym, które jest wsparte na filarach wiązkowych oraz na służkach przylegających do wewnętrznego lica murów lateralnych. Elementy konstrukcyjne mają w większości jednolitą formę; do okrągłych w planie filarów międzynawowych przylegają po cztery mniejsze także okrągłe filary, które łączą się na wysokości kapiteli. Jedynie cztery filary skrzyżowania naw mają charakter wiązkowy, do niewidocznego rdzenia przylegają liczne mniejsze kolumienki. Poszczególne elementy konstrukcyjne zdobi oryginalna rzeźba architektoniczna, którą tworzy dekoracja kapiteli i zworniki z przede wszystkim motywami roślinnymi, a także figuralnymi.
Przeprute ostrołukowymi oknami ściany są podzielone na dwie strefy, górną niższą sięgającą do strefy sklepień i dolną wyższą stanowiącą przyziemie. Zarówno jak w prezbiterium, jak w korpusie nawowym mury lateralne posiadają niemalże jednolitą artykulację ścian, przede wszystkim w każdej z części (oprócz wież) zastosowano dwukondygnacyjny podział i dwie strefy okien.

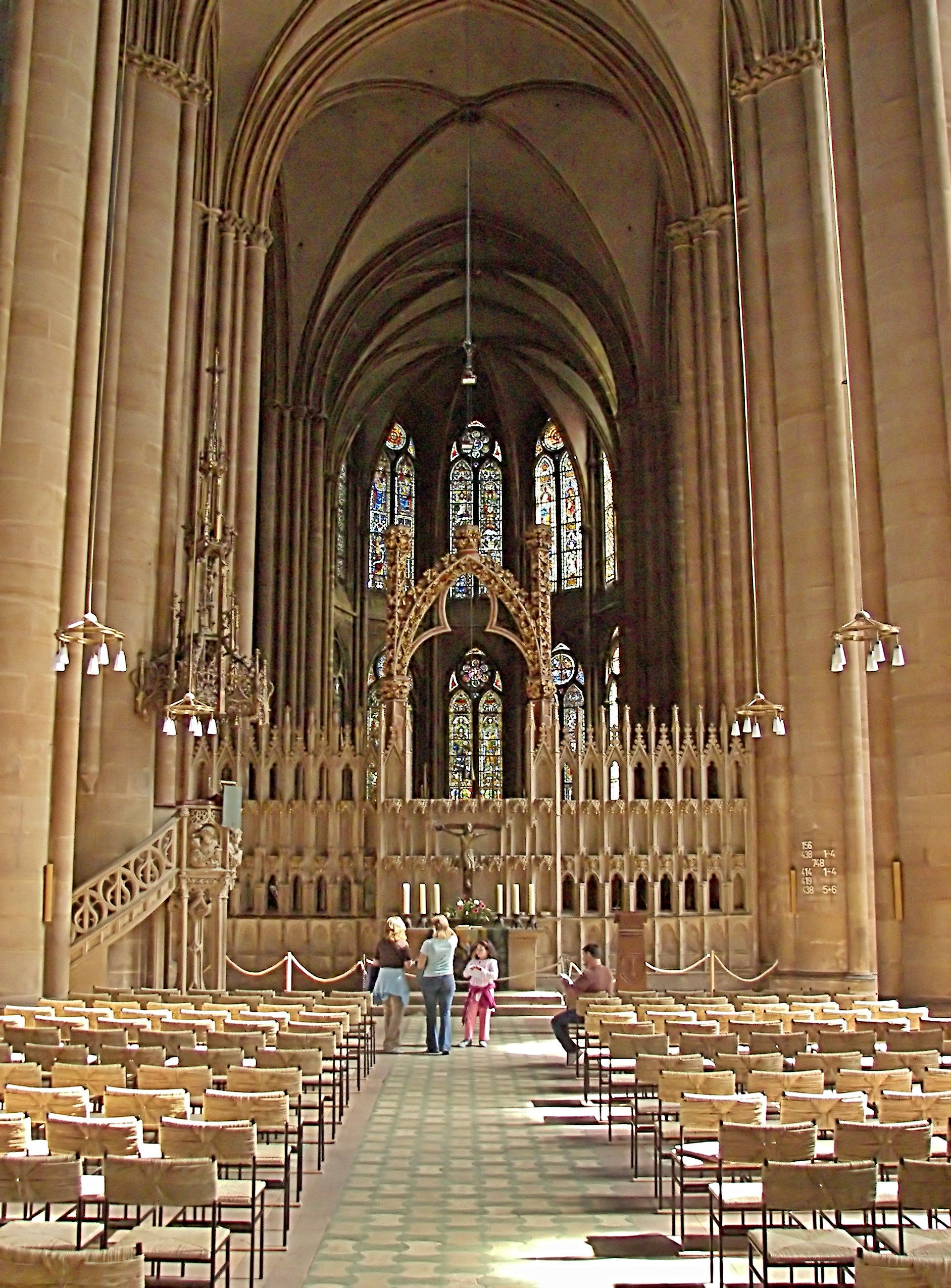
Wnętrze kościoła

Charakterystyczna dla marburskiego kościoła część wschodnia ma przestrzenny nawiązujący do nadreńskiej tradycji romanizmu, gdzie konsekwentnie stosowano trójkonchowy układ przestrzenny zastępujący tradycyjny transept i prezbiterium. Obok katedr w Kolonii, Magdeburgu i kościoła Najświętszej Marii Panny w Trewirze, marburski kościół św. Elżbiety jest pierwszą budowlą sakralną na terenie Niemiec, gdzie zastosowano w pełni formy czysto gotyckie. Najbliższy pod względem formalnym jest trewirski kościół NMP. Wszakże budowa kościoła św. Elżbiety trwała dłużej, dyskusyjna jest kwestia, czy marburski, czy trewirski kościół jest starszy, bowiem w tym samym roku rozpoczęto budowę obu kościołów. W obu dziełach zastosowano poligonalne zamknięcie ramion nawy poprzecznej, prezbiterium, dwustrefowy układ okien o zredukowanej dekoracji maswerkowej, ponadto rozplanowanie i struktura przestrzenna kościołów podyktowane są treściami ideowymi. W przypadku kościoła św. Elżbiety treflowy układ podyktowała potrójna funkcja świątyni. Oddzielona od halowego korpusu nawowego za pomocą zachowanej gotyckiej przegrody chórowej część wschodnia pełniła następujące funkcje:
- od strony wschodniej, właściwe prezbiterium przeznaczone do liturgii;
- od strony północnej swego rodzaju kaplicę mieszczącą miejsce pochówku i bezpośredniego kultu świętej Elżbiety, zasadnicze miejsce docelowe pielgrzymów;
- od strony południowej miejsce pochówku landgrafów heskich.

Ponadto za sprawą wysokości i dwustrefowego układu okien porządek układu przestrzennego części wschodniej ukształtował układ korpusu nawowego. Stąd też w celu zachowania proporcji i spójności planu zastosowano układ halowy.
Na zewnątrz mury kościoła opięte są masywnymi wielouskokowymi przyporami. Ostrołukowe okna o skromnej dekoracji maswerkowej (dwudzielny podział oraz oculus pod kluczem ostrołuku) od zewnętrznej strony mają parapety. Nawy boczne nakryte są trzema parami dachów poprzecznych o długości odpowiadającej dwóm przęsłom.
W odmienny sposób została ukształtowana zachodnia część kościoła składająca się z niewidocznych na zewnątrz przęsła chórowego i przedsionka umieszczonych pomiędzy kwadratowymi w planie wieżami. Ze względów konstrukcyjnych zewnętrzne ściany wież opięte są masywnymi, wielouskokowymi przyporami. Przypory ścian wewnętrznych są mniejsze. Środkowa część zachodniej fasady z głównym wejściem składa się z trzech kondygnacji; dolnej z monumentalnym portalem prowadzącym do wewnątrz świątyni, środkowej z ostrołukowym oknem z dekoracją maswerkową i górnej z trójdzielnym szczytem schodkowym zdobionym ślepymi maswerkami, wimpergami i fialami. Portal zachodni składa się z wielouskokowych ościeży, archiwolt tworzących ostrołukową arkadę oraz ozdobnego tympanonu wspartego na nadprożu, które wspiera trumeau dzielące wejście na dwie części. Kapitele filarów ościeży, archiwolta i tympanon zdobi dekoracja roślinna. W polu tympanonu pełnoplastyczne figury Marii z Dzieciątkiem adorowanych przez dwa anioły. Tło stanowią głęboko rzeźbione motywy roślinne, po lewicy Marii widoczne są róże, po prawicy pędy winnej latorośli.
Wieże liczące 80 metrów wysokości posiadają nierównomierny podział na kondygnacje, z których druga od góry jest najwyższa. Trzy kondygnacje, dwie najwyższe, oraz trzecia od dołu mają ściany przeprute oknami.

## Dzwony
Spośród dziesięciu dzwonów zachowało się do dziś sześć zabytkowych, w tym pięć gotyckich. Cztery współczesne dzwony wykonano w ludwisarni Rinckera w Sinn w Hesji w latach 1965/66. Najstarszym dzwonem jest Maria datowany na rok 1280. Około roku 1380 odlano dzwon Elżbieta. Wewnątrz wieżyczki na sygnaturkę wisi XVI-wieczny Srebrny Dzwon, natomiast wewnątrz północnego ramienia prezbiterium znajduje się dzwon Bóg Ojciec z 1320, w 1965 roku, uszkodzony wskutek pęknięcia.
| Lp. | Nazwa                                    | Data odlania | Ludwisarz                      | Średnica (mm) | Masa (kg) | Dźwięk (16tel) | Porządek dzwonienia                                |
| 1   | Elisabethglocke (Elżbieta)               | ok. 1380     | nieznany                       | 1770          | 3700      | cis1 –2        | Święta oraz dnia 30 kwietnia (12:00/12:20/12:40)   |
| 2   | Vesperglocke (Dzwon nieszporów)          | 1965         | Rincker                        | 1220          | 1118      | e1 ±0          | W niedzielę wieczór (19:00)                        |
| 3   | Friedensglocke (Pokój)                   | 1965         | Rincker                        | 1080          | 794       | fis1 +1        | Anioł Pański (12:00), Modlitwa o pokój (8 Maja)    |
| 4   | Vaterunserglocke (Bóg Ojciec)            | 1966         | Rincker                        | 950           | 491       | a1 +3          | Podczas Modlitwy Pańskiej                          |
| 5   | Marienglocke (Maria)                     | ok. 1280     | nieznany                       | 990           | 670       | h1 +3          | Święto Ofiarowania Pańskiego                       |
| 6   | Frühglocke (Dzwon poranny)               | 1965         | Rincker                        | 790           | 343       | cis² +2        | Codziennie rano (7:00)                             |
| 7   | Bruder-Dietrich-Glocke (Bracia Dietrich) | ok. 1420     | nieznany                       | 780           | 310       | dis² +3        | W południe w święta                                |
| 8   | Taufglocke (Dzwon Chrztu)                | ok. 1420     | nieznany                       | ?             | 192       | fis²           | Liturgia chrztu                                    |
| 9   | Silberglocke (Srebrny Dzwon)             | 1515         | Hans Kortrog zu Homberg (Efze) | ?             | 85        | fis²           | Dni patronki kościoła (19 listopada/1 Maja, 15:00) |
| 10  | Paternosterglocke (Bóg Ojciec)           | 1320         | nieznany                       | ?             | 470       | (a1)           | (od 30 grudnia 1965 pęknięty)                      |

## Wystrój wnętrza
Kościół św. Elżbiety zachował cenny średniowieczny wystrój wnętrza powstały w XIII-XVI wieku, jednakże wewnątrz przeważa bogactwo form architektonicznych. Główne dzieła sztuki znajdują się w potrójnym prezbiterium. Każda z tych części zawiera wystrój który tworzy własny program ideowy, podporządkowany odpowiedniej funkcji.

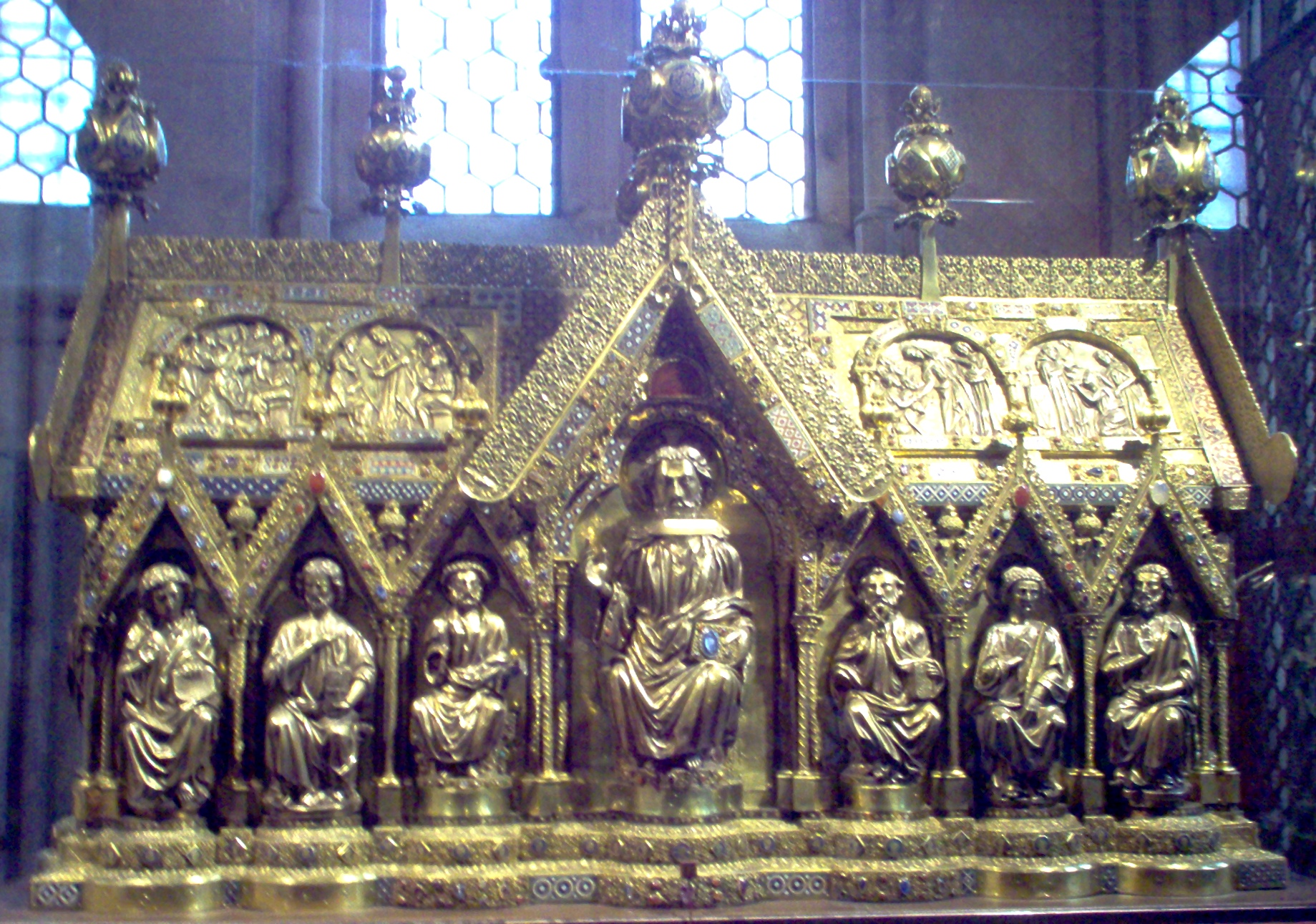
Relikwiarz Św. Elżbiety z 1249 r.

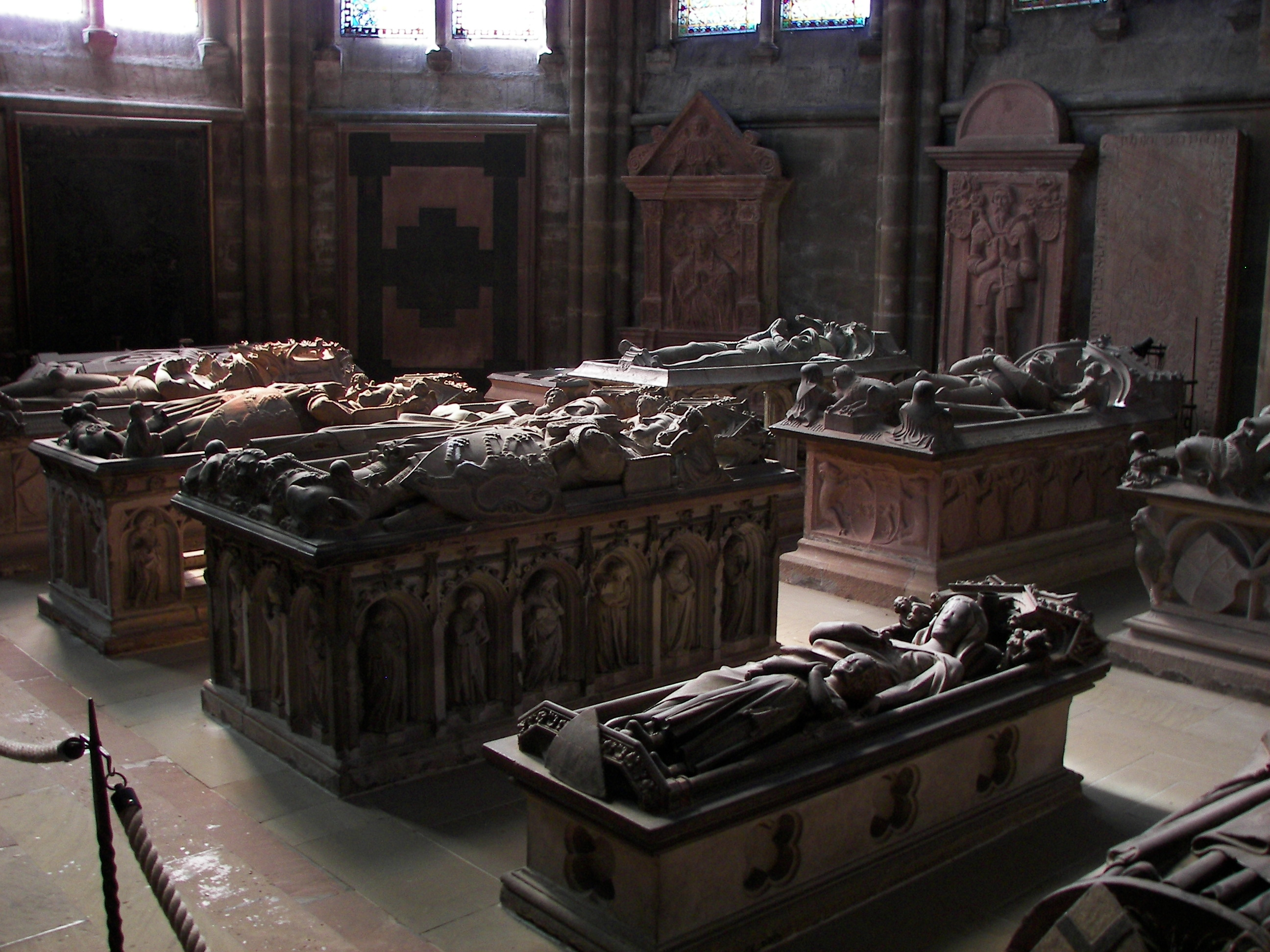
Nagrobki Landgrafów heskich

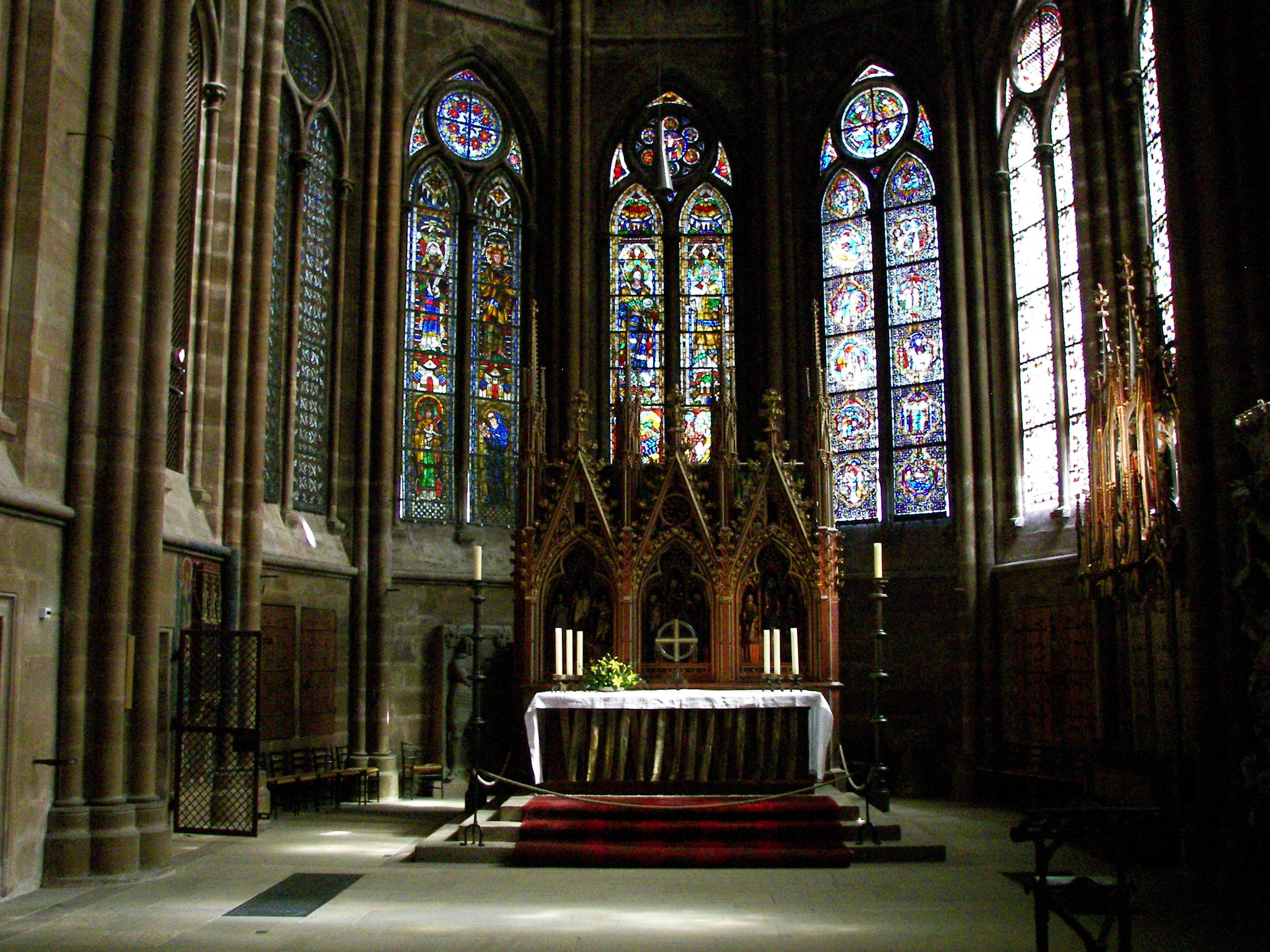
widok na ołtarz główny i gotyckie witraże

### Korpus nawowy
Wnętrze korpusu nawowego jest nader skromne, zdominowane przez elementy architektoniczne, co wywołuje efekt monumentalności i wertykalności. Na wysokości kapiteli surowe trzony filarów kontrastują z licznymi wiązkami żeber.

#### Nawa środkowa
W nawie środkowej znajdują się dwa cenne dzieła późnogotyckiej plastyki. Po południowej stronie, przy trzecim filarze od strony zachodniej na ozdobnej konsoli figura Madonna z Dzieciątkiem z ok. 1475 r. Po bokach Marii malowane na filarze postaci świętych Elżbiety i Katarzyny. Po tej samej stronie, przy piątym filarze monumentalna figura Świętej Elżbiety zwana Franciszkańską. Patronka kościoła została przedstawiona jako młoda niewiasta, w pełnym splendorze dworskiego stroju. Na głowie ma koronę, w prawej ręce trzyma stylizowany model kościoła marburskiego, z silnie wysmuklonymi wieżami, przy czym forma jest zbliżona do rzeczywistej. Od strony widza widoczne jest potrójne prezbiterium. Dzieło to jest datowane na około 1470 r.
Od strony wschodniej nawa jest zamknięta monumentalną przegrodą chórową oddzielającą część prezbiterialną od reszty świątyni. Jest to architektoniczno-rzeźbiarska struktura składająca się z czterech kondygnacji. Środkowa cześć przegrody jest lekko wysunięta ku zachodowi, ponad mównicą znajduje się monumentalna arkada-baldachim pokryta obfitą dekoracją z motywem winnej latorośli. Po obu stronach przegrody usytuowane są mensy ołtarzowe. Dekoracja rzeźbiarska skupiona jest w środkowej części przegrody. W dolnej strefie znajduje się przedstawienie Piety, powyżej Zmartwychwstanie. Ponad Zmartwychwstałym Orzeł (podpierający pulpit na Ewangeliarz) w asyście dwóch aniołów. Po bokach na wysokości trzeciej kondygnacji pełnoplastyczne figury świętych Apostołów i Męczenników.

#### Południowa nawa boczna
- figura Chrystusa Boleściwego
- ołtarz św. Elżbiety z 1513 r.

#### Północna nawa boczna
- ołtarz Rodziny Marii
- grób Paula Hindenburga

### Prezbiterium

#### Prezbiterium św. Elżbiety
- ołtarz Najświętszej Marii Panny z gotycką Pietą
- grób św. Elżbiety
- ołtarz św. Katarzyny
- ołtarz św. Elżbiety

#### Prezbiterium landgrafów
- Zespół nagrobków tumbowych z XIII-XV w.
- ołtarz świętych Jerzego i Marcina
- ołtarz Jana Chrzciciela z 1512 r.

#### Prezbiterium wysokie
- kamienny ołtarz z 1290 r.
- krzesło celebracyjne z posągiem św. Elżbiety
- witraże z XIII-XIV wieku

#### Zakrystia
- złoty relikwiarz z ok. 1240 r.